# Véronique Baylaucq
 (février 2019).
Si vous disposez d'ouvrages ou d'articles de référence ou si vous connaissez des sites web de qualité traitant du thème abordé ici, merci de compléter l'article en donnant les références utiles à sa vérifiabilité et en les liant à la section « Notes et références ».
Véronique Baylaucq, née à Kingston, au Canada, est une actrice et productrice franco-canadienne.

## Biographie

### Jeunesse
Originaire de Kingston, Véronique Baylaucq grandit à Montréal au Canada. Diplômée d'une maîtrise de psychologie de l'Université Queen's, elle s'installe à Los Angeles pour suivre des cours de théâtre à l'École Loft Studio Peggy Feury (en). Afin de renouer avec ses origines paternelles françaises, elle s'inscrit à l'École internationale de théâtre Jacques Lecoq à Paris.

### Carrière
À la télévision, elle joue la fille de Jean Lefebvre dans la série Une famille pas comme les autres et interprète pendant huit ans le rôle de Marie-France Caput dans la série Père et Maire, tout en participant notamment à Joséphine, ange gardien, Plus belle la vie, Section de recherches et à Scènes de ménages,.
Au théâtre, Stéphane Hillel la met en scène dans Toâ de Sacha Guitry aux côtés de Serge Lama et Philippe Adrien dans Doux oiseau de jeunesse de Tennessee Williams avec Claudia Cardinale.
En 2015, Véronique Baylaucq devient productrice au sein de la société de production audiovisuelle Netcast Productions. Elle siège également au comité de surveillance de l'ADAMI.
Au cinéma, après avoir tourné avec Lauren Bacall, Anthony Quinn et Jean-Marie Poiré, elle apparaît dans le film de Valérie Lemercier, Aline, un pseudo-biopic inspiré de la vie de Céline Dion.
Véronique Baylaucq est la petite-fille du peintre André Biéler.

## Filmographie

### Cinéma
- 1985 : The Orkly Kid (en) de Trent Harris (en), court métrage
- 1991 : A Star for Two de Jim Kaufman (en) : Catherine
- 2000 : Le chemin du retour de David H. Murray : Hélène
- 2001 : The Orkly Kid dans The Beaver Trilogy (en) de Trent Harris
- 2002 : Ma femme s'appelle Maurice de Jean-Marie Poiré
- 2020 : Aline de Valérie Lemercier : Blandine

### Télévision
- 1988 : Marc et Sophie, épisode L'Ami de Miami : Tracy
- 1993 : Une famille pas comme les autres, série de Patrick Bureau : Hèlène
- 1995 : Les Filles du Lido, série
- 1996-1998 : Highlander, série
- 2002-2009 :  Père et Maire : Marie-France Caput
- 2002 : Joséphine, ange gardien, épisode La plus haute marche : Mme Beltramo
- 2002 : Le Champ Dolent, le roman de la Terre, mini-série : La Guide
- 2006 : Fête de famille, mini-série : Clotilde
- 2006 : PJ, épisode Barbare : Mlle Pulvera
- 2008 : Le juge est une femme, épisode Une vie dans l'ombre : Sarah Rambaldi
- 2009 : Plus belle la vie, série : Suzon Le Roux
- 2013 : Joséphine, ange gardien, épisode Pour la vie : Madame le maire
- 2014 : La Déesse aux cent bras de Sylvain Monod, téléfilm : Béryl
- 2015 : Section de recherches, épisode Ultime recours : Nicole Spontini
- 2016 : Scènes de ménages, saison 8

## Doublage
- 2009 : Still Life 2 : voix

## Théâtre
- 1993 : Toâ de Sacha Guitry, mes Stéphane Hillel, Théâtre Édouard-VII
- 1996 : L’Exécution au beffroi de Nourredine Aba, mise en scène Betty Berr, Théâtre Essaïon[9],[10]
- Duo pour voix obstinées de Maryse Pelletier, mise en scène Betty Ber
- 2005 : Doux oiseau de jeunesse de Tennessee Williams, mise en scène Philippe Adrien, Théâtre de la Madeleine